# Macrocera zetterstedti
Macrocera zetterstedti är en tvåvingeart som beskrevs av Lundstroem 1914. Macrocera zetterstedti ingår i släktet Macrocera och familjen platthornsmyggor. Arten är reproducerande i Sverige. Inga underarter finns listade i Catalogue of Life.